# Stabsamt Konzenberg
Das Stabsamt Konzenberg war in napoleonischer Zeit eine Verwaltungseinheit im Land Baden. Sie bestand von 1803 bis 1806.

## Geschichte

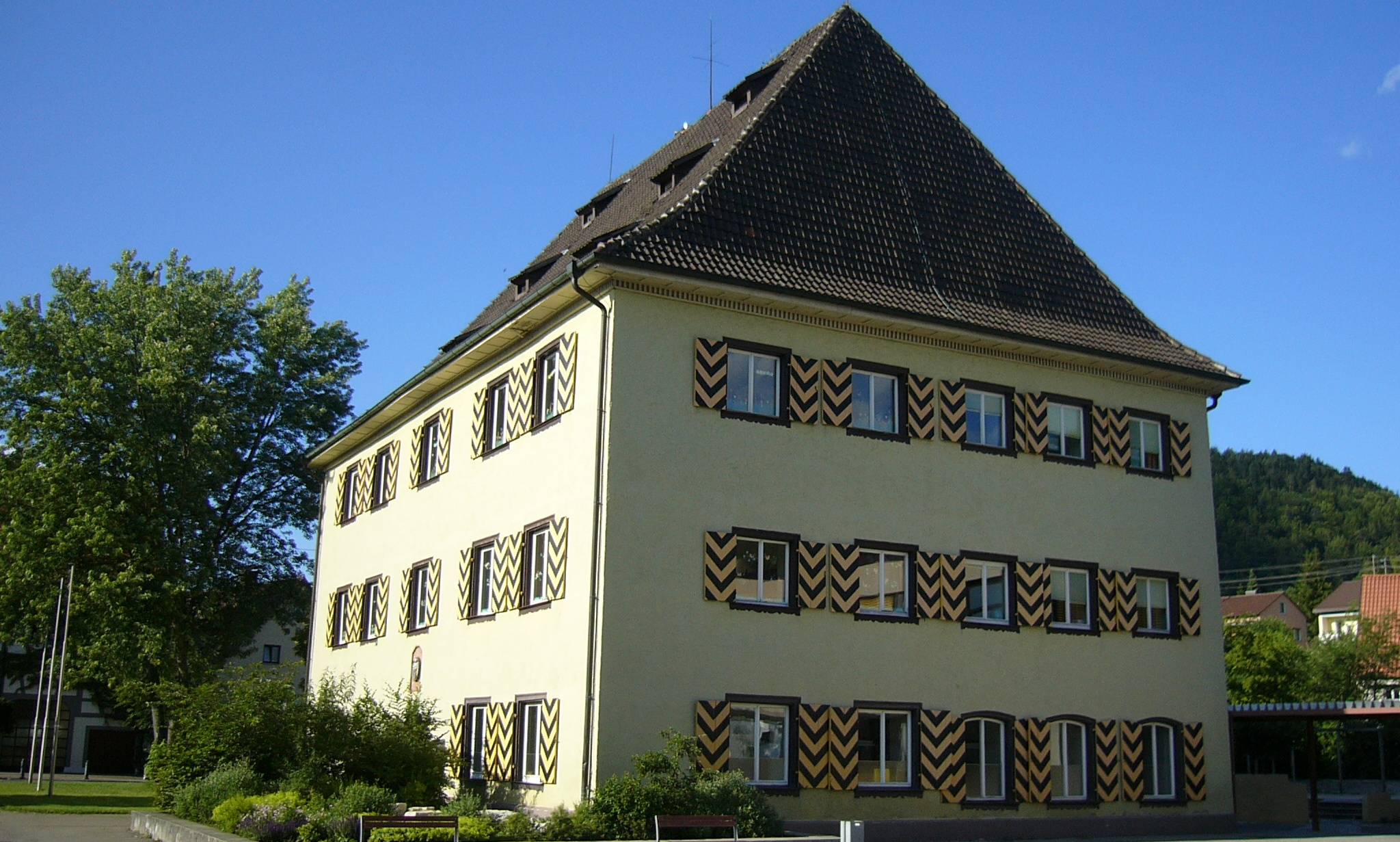
Schloss Wurmlingen, Sitz des Obervogts

Zu Zeiten des Heiligen Römischen Reiches hatte der weltliche Herrschaftsbereich des Bistums Konstanz aus zahlreichen kleineren, weiträumig rund um den westlichen Bodensee verstreuten Gebieten bestanden. Mit dem Reichsdeputationshauptschluss von 1803 fielen die nördlicheren, außerhalb der Schweiz gelegenen unter die Landeshoheit der zum Kurfürstentum aufgewerteten Markgrafschaft Baden. Dessen Regierung ordnete sie im Rahmen einer aufgrund weiterer territorialer Zugewinne notwendig gewordenen neuen Verwaltungsstruktur des Landes dem Oberen Fürstentum am Bodensee zu. Hier waren, neben vier größeren Obervogteien, ebenso viele kleinere Stabsämter vorgesehen.
Das Stabsamt Konzenberg entstand aus der nach der gleichnamigen Burg benannten Herrschaft Konzenberg, die zuvor der Dompropstei unterstanden hatte. Sie lag im Gebiet der südwestlichen Schwäbischen Alb, der Baaralb, zwischen den Oberläufen von Neckar und Donau und erstreckte sich beiderseits entlang des Flüsschens Elta. Sitz der Verwaltung war Wurmlingen, der Posten des Amtmannes wurde Franz Fidel Riedinger übertragen.
Umgeben von altwürttembergischen Gebiet mit der Stadt Tuttlingen im Südosten und den Orten Trossingen und Tuningen im Westen wurde das Amt im Rahmen Tausch- und Epurationsvertrages von 1806 an das Königreich Württemberg abgetreten.

## Orte und Einwohnerzahlen
1805 wurde von diesen Orten und Einwohnerzahlen berichtet:
- Wurmlingen: 947
- Durchhausen: 447
- Oberflacht: 392
- Seitingen: 601
- Weilheim: 317

## Weitere Entwicklung
Nach dem Übergang an Württemberg wurde das Stabsamt aufgelöst, seine Ortschaften dem Oberamt Tuttlingen zugeteilt. Mit diesem kamen sie 1938 zum Landkreis Tuttlingen.